# Japan i olympiska vinterspelen 1988
Japan deltog med 48 deltagare vid de olympiska vinterspelen 1988 i Calgary. Totalt vann de en bronsmedalj.

## Medaljer

### Brons
- Akira Kuroiwa - Skridskor, 500 meter.